# Saint-Sulpice-le-Dunois
Saint-Sulpice-le-Dunois település Franciaországban, Creuse megyében. Lakosainak száma 570 fő (2022. január 1.). Saint-Sulpice-le-Dunois Bussière-Dunoise, La Celle-Dunoise, Dun-le-Palestel, Naillat és Villard községekkel határos.

## Népesség
A település népessége az elmúlt években az alábbi módon változott:
| Lakosok száma | 913  | 750  | 698  | 637  | 650  | 620  | 607  | 587  | 577  | 570  |
|               | 1968 | 1982 | 1990 | 2006 | 2013 | 2015 | 2017 | 2019 | 2020 | 2022 |